# Кутка (приток Мужалы)
Кутка — река в России, протекает по территории Подпорожского района Ленинградской области. Устье реки находится в 7,1 км от устья Мужалы по левому берегу. Длина реки — 17 км.
Берёт своё начало из Куткозера, в которое впадает река Юлонда, этой рекой Куткозеро связано с Ладвозером. В реку впадают безымянные притоки из Сельгозер и Ярдозера. В районе устья в Кутку впадает протока из Сомбозера.
Населённых пунктов на реке нет.

## Данные водного реестра
По данным государственного водного реестра России относится к Балтийскому бассейновому округу, водохозяйственный участок реки — Свирь без бассейна Онежского озера, речной подбассейн реки — Свирь (включая реки бассейна Онежского озера). Относится к речному бассейну реки Нева (включая бассейны рек Онежского и Ладожского озера).
Код объекта в государственном водном реестре — 01040100712102000012615.